# Улица Лермонтова (Пенза)
У́лица Ле́рмонтова (до 1964 — Садо́вая у́лица) — улица в Пензе, расположенная в историческом центре города. Проходит от улицы Кирова до Ленинградской улицы на Западной поляне. С северной (нечётной) стороны к улице примыкает Центральный парк культуры и отдыха им. В. Г. Белинского и сквер имени М. Ю. Лермонтова. 
С 1904 до 1964 года имя Лермонтова носила другая улица Пензы, которая  сейчас называется Улица Павлушкина.

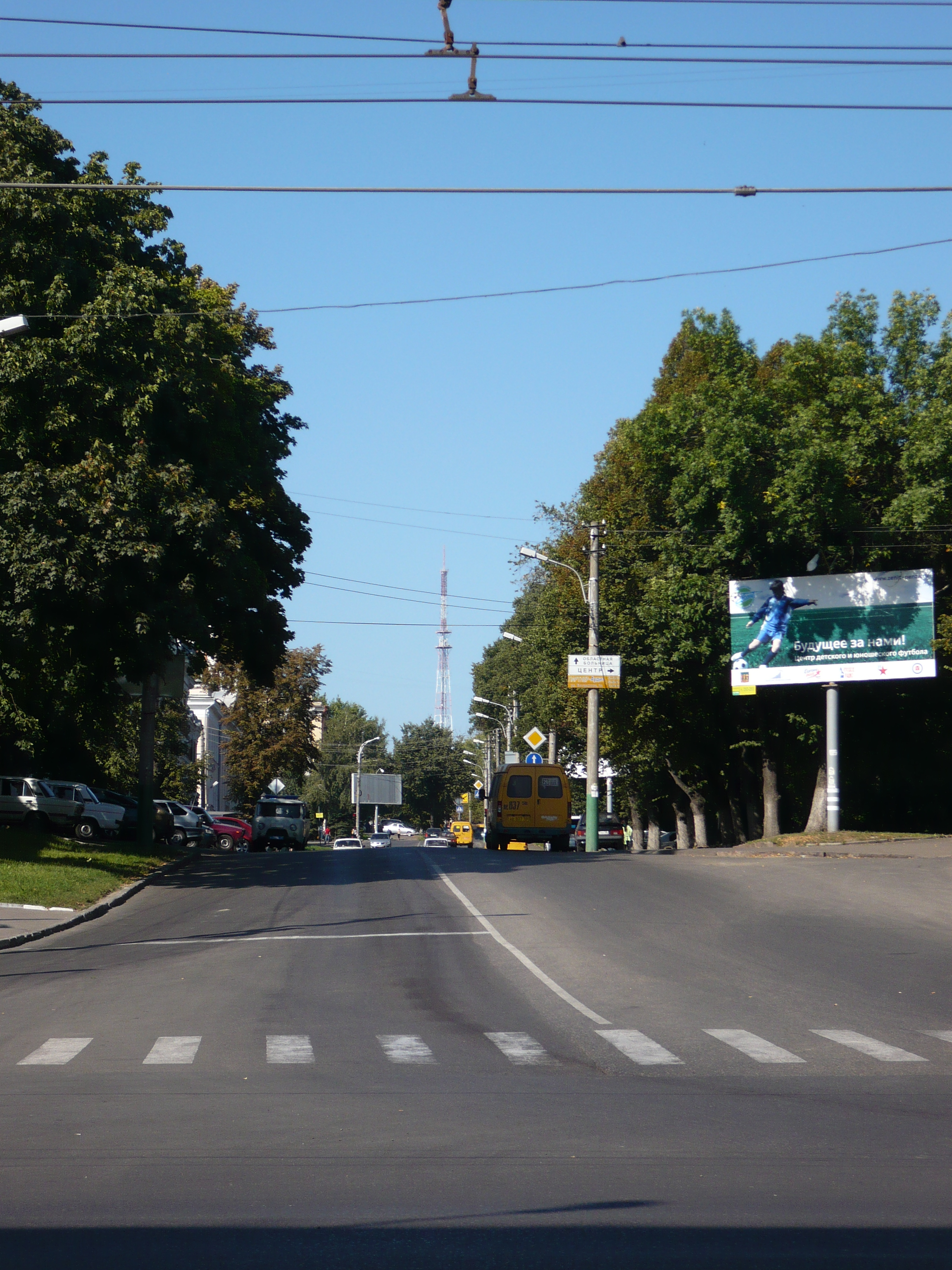
Начало улицы Лермонтова

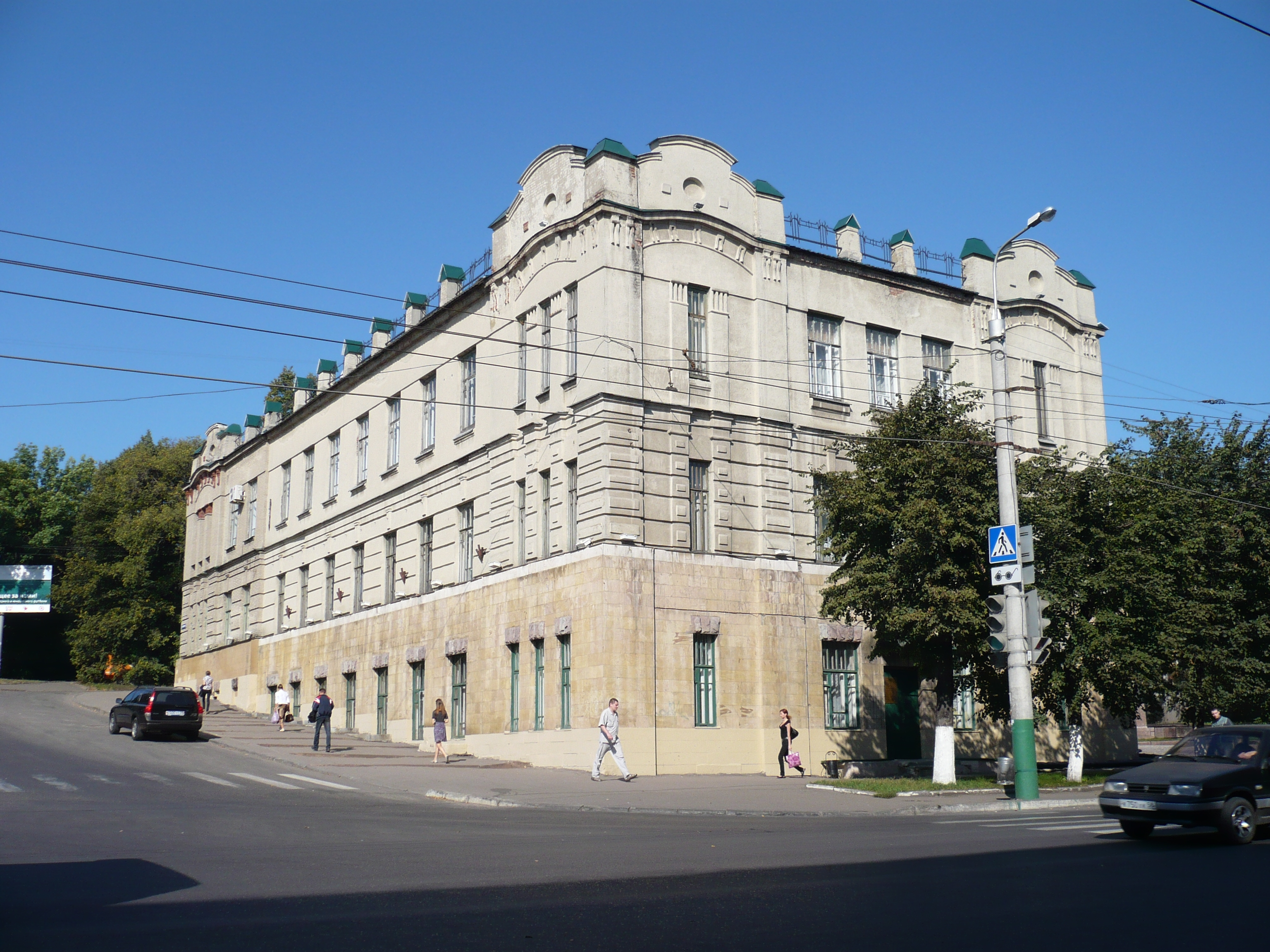
Библиотека им. Лермонтова

## История
С 1820 года улица именовалась Садовой, так как она была спланирована как дорога к устроенному в пяти верстах западнее Пензы училищу садоводства. К училищу была прорублена через лес аллея, которая в городской черте была размечена под участки застройки. 
В 1838 г. был построен дом декабриста И.Н. Горсткина, в нём позднее разместилось Пензенское отделение Государственного банка. 
В 1846 году на самом верху Садовой улицы была открыта больница, ставшая с 1865 года Губернской земской больницей. 
В 1892 г. в Городском сквере открыт второй в мире памятник Михаилу Юрьевичу Лермонтову. 
Главное событие XIX века для Садовой улицы — в 1894—1898 гг. построено здания Художественного училища имени Н. Д. Селиверстова — главного украшения улицы до настоящего времени. 
В 1898 г. на Садовой улице на территории парка Верхнее Гуляние состоялось открытие Летнего театра. 
В 1903 г. на углу Садовой и Губернаторской улиц открыта Первая женская гимназия. 
Рядом с Губернской земской больницей на территории современного ПГУ в начале XX века был создан Военный лазарет, который в советское время до 1956 года был частью Военного городка № 2. 
В 1915 году на углу улиц Садовой и Белинского начато строительство библиотеки имени М. Ю. Лермонтова, которое было завершено только в 1928 году.  
В советское время после образования 1939 году Пензенской области на Садовой улице размещались важнейшие областные учреждения: Пензенский Обком КПСС и Пензенский облисполком (угол Советской и Садовой улиц), а также был открыт Учительский институт. В 1958 году Обком КПСС и Облисполком переместились в Дом Советов, а в освободившихся зданиях были размещены крупнейшие в городе НИИ: Научно-исследовательский институт вычислительной техники (до 1999 года) и Пензенский научно-исследовательский электротехнический институт.

## В настоящее время на улице Лермонтова располагаются
Учебные заведения
- Пензенский государственный педагогический университет им. В. Г. Белинского
- Медицинский институт Пензенского государственного университета
- Пензенский областной медицинский колледж (недоступная ссылка)
- Пензенское художественное училище им. К. А. Савицкого

Лечебно-профилактические учреждения: 
- Пензенская областная клиническая больница им. Н. Н. Бурденко;
- Областная психиатрическая больница им. К. Р. Евграфова;
- Санаторий-профилакторий ПГПУ имени В. Г. Белинского (недоступная ссылка)

Госучреждения:
- Управление Федеральной службы по надзору в сфере защиты прав потребителей и благополучия человека по Пензенской области (Роспотребнадзор)
- НП Пензенская областная аудиторская палата
- Первомайский РОВД г. Пензы

НИИ:
- Пензенский научно-исследовательский электротехнический институт (ПНИЭИ)
- Научно-исследовательский институт физических измерений и вычислительной техники (НИИФИ и ВТ)

- Пензенский областной радиотелевизионный передающий центр.
- Пензенская государственная телевизионная и радиовещательная компания.
- Дом-музей имени Н. Н. Бурденко[4]